# Small Wars Journal
Small Wars Journal (SWJ) je internetový časopis zaměřený na vnitrostátní konflikty. Kromě internetového časopisu provozuje SWJ také doprovodný blog a diskusní fórum Small Wars Council. Mezi další funkce webu patří referenční knihovna, doporučená literatura a seznam akcí. Časopis vydává nezisková organizace Small Wars Foundation.
Název odkazuje na příručku Námořní pěchoty Spojených států amerických Small Wars Manual z roku 1940, která používala „small wars“ (malé války) jako souhrnný termín pro nekonvenční a partyzánský konflikt, zahrnující také zahraniční vnitřní obranu, vojenské operace jiné než válka a vojenské operace v městském terénu.

## Přijetí
Časopis Rolling Stone ocenil SWJ ve svém vydání „Hot list“ v roce 2009.
V roce 2012 vyvolal kontroverzi článek SWJ, který se zabýval hypotetickou vojenskou operací, při níž extremistická skupina sympatizující s hnutím Tea Party obsadí Darlington v Jižní Karolíně a střetne se s federálními jednotkami. Konzervativní skupiny článek kritizovaly s tím, že odráží nesprávné priority.